# Смоленцев, Сергей Викторович
Сергей Викторович Смоленцев (род. 14 апреля 1962 года) — российский учёный, специалист в области судовых интеллектуальных систем, доктор технических наук, профессор.

## Образование
Новороссийское высшее инженерное морское училище (1985); аспирантура ЛВИМУ им. адм. С. О. Макарова (1989).
В 1989 году защитил диссертацию на соискание учёной степени кандидата технических наук, в 1995 году — диссертацию на соискание учёной степени доктора технических наук, тема: «Теоретические основы построения судовых интеллектуальных систем управления».

## Преподавательская и административная работа в высшей школе
Работает в ГМА — Государственном университете морского и речного флота им. С. О. Макарова с 1996 года.
В настоящее время является профессором, начальником кафедры автоматики и вычислительной техники.

## Научная работа
Профессор С. В. Смоленцев является автором более 100 научных и учебно-методических работ (монографий, статей в ведущих отечественных и зарубежных научных журналах, учебников и учебных пособий). Сфера научных интересов — судовые интеллектуальные системы. Индекс Хирша — 13.
Являлся членом экспертного совета ВАК РФ.